# Collegium Fridericianum
Il Collegium Fridericianum è stato un prestigioso gymnasium tedesco situato Königsberg (oggi Kaliningrad, Russia), il quale ospitò alcuni dei più importanti pensatori moderni.

## Storia

### XVIII secolo
Partendo dal modello fornito dalle Franckesche Stiftungen ad Halle, Theodor Gehr (1663-1707), un ricco funzionario dello stato di Brandeburgo-Prussia, fondò l'11 agosto 1698 una scuola privata d'ispirazione pietista a Königsberg, nel quartiere di Sackheim. Il 4 marzo 1701, la scuola venne ufficialmente approvata tramite regio decreto dal re di Prussia Federico I, mentre due anni dopo, pagando 16.000 reichstaler, Theodor Gehr acquistò un grande palazzo da poco costruito situato nel ricco quartiere di Löbenicht e diede alla scuola, proprio in onore del sovrano, il nome di Collegium Fridericianum. Il collegio fu il primo istituto pietista privato fondato a Königsberg e ben presto divenne, per il suo estremo rigore, una scuola conosciuta in tutta la Prussia.
La prestigiosità del Collegium Fridericianum aumentò ancora di più quando il re Federico Guglielmo I, dopo aver personalmente fatto visita alla scuola, menzionò proprio quest'ultima in un decreto del 25 ottobre 1735, affermando che tutti gli istituti scolastici tedeschi avrebbero dovuto prendere ispirazione dal collegio pietista. Fu in questo periodo infatti che la scuola accolse studenti del calibro di Immanuel Kant, il quale si iscrisse all'istituto nel 1732, e docenti prestigiosi come il filosofo Johann Gottfried Herder, il quale vi insegnò dal 1763 al 1764. All'interno del collegio venivano impartite lezioni in tedesco e latino, mentre l'istituto in sé possedeva due dormitori separati, uno per gli studenti prussiani e un altro, più piccolo, per gli studenti stranieri, un osservatorio e una piccola chiesa luterana, la quale fu sconsacrata nel 1853.

### XIX secolo

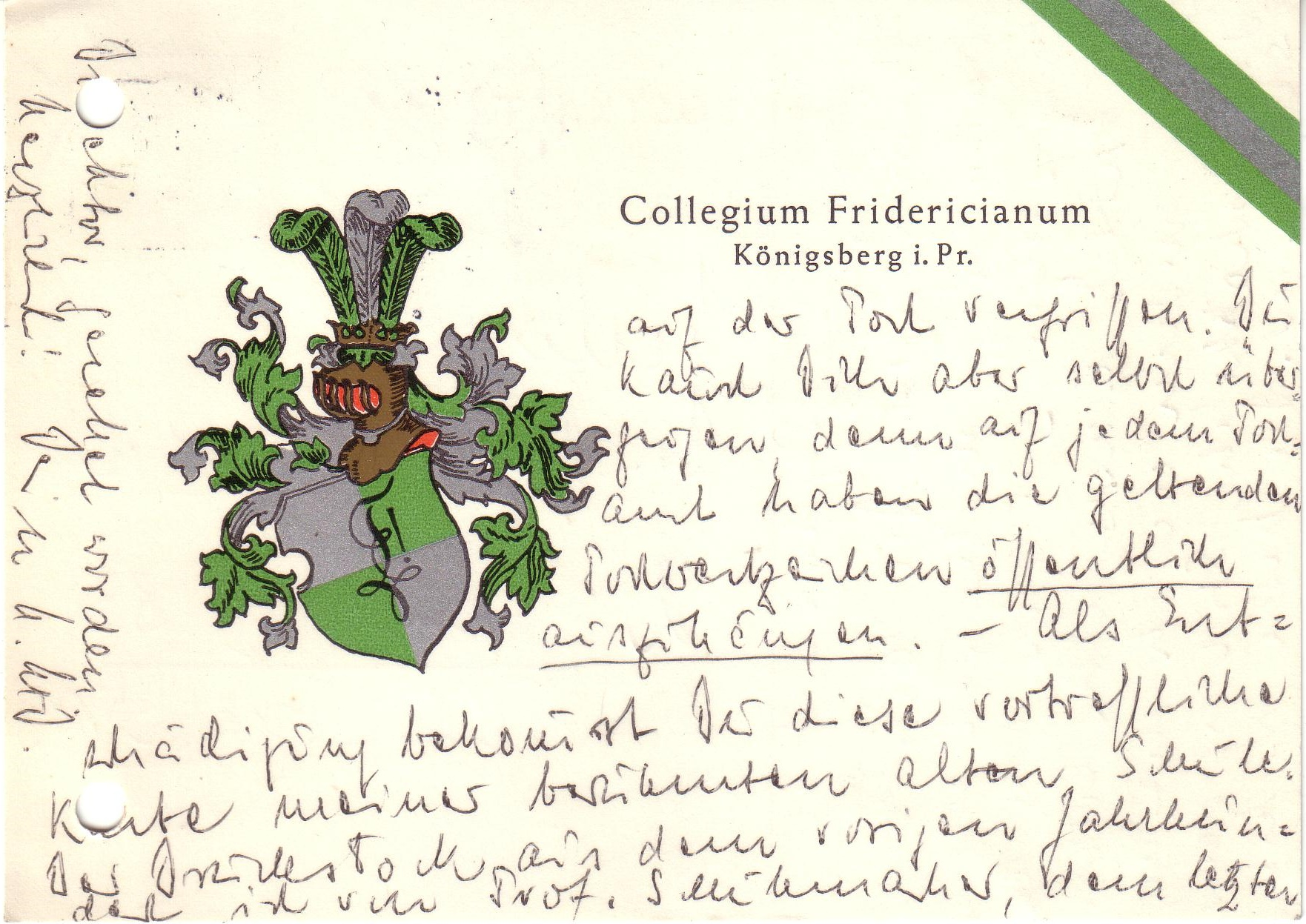
Un documento del Collegium Fridericianum del 1930.

Il 4 settembre 1810, al Collegium Fridericianum fu conferito il titolo di gymnasium, diventando la prima scuola su tutto il territorio prussiano a ottenere tale titolo. L'istituto fu privato di tre insegnanti e diciotto studenti, i quali volontari si arruolarono nell'esercito prussiano per combattere nelle guerra della sesta coalizione, durante la quale dieci studenti del collegio persero la vita. La scuola inoltre ebbe il privilegio di educare otto futuri rappresentanti del Parlamento di Francoforte, fra i quali spicca la figura di Johann Jacoby.
Nel 1853, iniziarono i lavori di restauro e ricostruzione della vecchia struttura, ormai decadente e fatiscente, che ospitava il Collegium Fridericianum. Quando i lavori terminarono il 17 ottobre 1855, gran parte della scuola era ormai stata costruita ex novo e soltanto una piccola parte dell'edificio conservava ancora l'impianto architettonico originale. Tuttavia, tale restaurò consentì al collegio di poter accogliere un maggior numero di studenti, tant'è che, soltanto nel 1865, il Collegium Fridericianum poté contare ben 508 studenti.

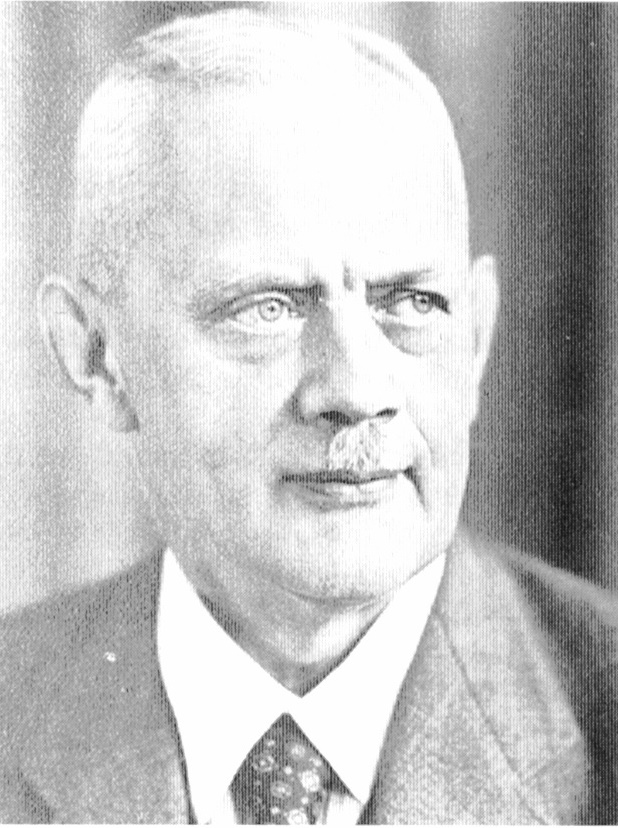
Bruno Schumacher, ultimo direttore del Collegium Fridericianum.

Nel 1890, il governo tedesco ordinò al Collegium Fridericianum di abbandonare l'originale edificio in cui la scuola era collocata per farla diventare la sede di una nuova scuola secondaria chiamata Burgschule. La sede del collegio pietista fu dunque spostata in nuovo edificio in centro, progettato e costruito pochi anni prima dall'architetto Ernst von Ihne.

### XX secolo
All'inizio del XX secolo, il Collegium Fridericianum godeva ancora di un ampio prestigio tra gli istituti scolastici tedeschi. Difatti, esso possedeva una delle biblioteche scolastiche più fornite di tutta la Germania, contenendo ben 10.200 volumi. Tuttavia, il lento declino del collegio iniziò nel 1914 con lo scoppio della prima guerra mondiale, durante la quale più di cento studenti ogni anno furono costretti ad arruolarsi nell'esercito tedesco e a combattere al fronte.
Il colpo di grazia che fece fallire il Collegium Fridericianum fu la forzata interruzione delle lezioni durante la seconda guerra mondiale e il bombardamento di Königsberg del 1944, il quale demolì completamente la palestra della scuola e parte dei dormitori. L'ultimo direttore del Collegium Fridericianum, lo storico Bruno Schumacher, cessò ufficialmente ogni attività scolastica il 24 gennaio 1945, trasferendo gli archivi e il poco personale rimasto presso un prestigioso liceo di Duisburg. Oggi, entrambi gli edifici che ospitarono il Collegium Fridericianum versano in un totale stato di abbandono, nonostante alcuni enti culturali ne abbiano riproposto la valorizzazione.

## Insegnanti e alunni illustri
Dagli della sua fondazione, per le aule del Collegium Fridericianum sono transitati come docenti e studenti alcuni dei personaggi più importanti della scena culturale tedesca e prussiana. Tra gli insegnanti si ricordano in particolare Johann Wilhelm Ebel, Johann Gottfried Herder, Karl Lachmann e Christoph Mrongovius; tra gli studenti si citano invece Immanuel Kant, Adolf Tortilowicz von Batocki-Friebe, Fritz Gause, David Hilbert, Johann Jacoby, Fritz Albert Lipmann, Dietrich von Saucken e Friedrich Ludwig Schröder.